# 닥터스마일
《닥터스마일》은 화요일 밤 12시 30분에 TV조선에서 방송하는 교양 프로그램이다.

## MC
- 최윤영
- 이경애
- 이승윤

## 동시간대 경쟁 프로그램
- 독립영화관 (KBS 1TV)